# Josef Laga
Josef Laga (7. října 1943 Otrokovice – 21. ledna 1991) byl český fotbalový záložník.

## Hráčská kariéra
V československé nejvyšší soutěži hrál za Jiskru Otrokovice v ročníku 1964/65 při její jediné účasti, aniž by skóroval.

### Prvoligová bilance
| Ročník          | Zápasy | Góly | Minuty | Klub                 |
| --------------- | ------ | ---- | ------ | -------------------- |
| I. liga 1964/65 | 12     | 0    | 959    | TJ Jiskra Otrokovice |
| CELKEM I. LIGA  | 12     | 0    | 959    |                      |